# Ferro-velho (pássaro)
Eufónia-de-barriga-castanha ou ferro-velho (Euphonia pectoralis) é uma ave passeriforme que habita parte do Brasil e o Paraguai. Tais aves medem cerca de 11 cm de comprimento, sendo que os machos possuem plumagem azul-escura, tufos amarelos nas laterais do peito e barriga castanha, enquanto as fêmeas são esverdeadas. Tais aves são conhecidas ainda pelos nomes de alcaide, gaita, gaturamo-rei, serrador, tieté e tietê.